# 鐘擺效應
鐘擺效應（英語：swing）主要是描述人類情緒的高低擺盪現象，指的是人在受外力影響的情況下，會出現兩極性的分化，在心理學上稱這現象為心理斜坡，心理斜坡越大，越容易往相反的方向進行轉化
以選民心理作比喻，當某陣營在一次選舉中大勝後，大敗的陣營較易在下一次選舉收復失地，就如鐘擺向左擺後便會向右，循環不息，這主要是出於人民不想一黨持續獨大的表現，便經常出現政黨輪替的情況。
政治選舉中的鐘擺效應並非必然定律，當中還有其他客觀未明因素，反面例子有新加坡、俄罗斯、菲律宾等。鐘擺效應只用於賽後解釋，而難準確用於賽前預測。最明顯的例子是美國中期選舉，無論何黨為執政黨，幾乎必遭受程度不一的失敗（國會失去部分席次，甚至失去控制權），此源於選民對執政黨的不滿，或至少是給執政黨一些警訊。這情況在1998年發生例外，當時受柯林頓彈劾案影響下，執政的民主黨反取回數個國會席次。

## 連鎖反應
鐘擺效應可能的連鎖反應，在兩黨制的政治生態下，焦點通常只落在兩大主要政党之上。選民一般可分為“游離票”（中間選民）和“鐵票”（基本盤）兩種，後者通常不超過半數；而游離票選民的特性是不願一黨獨大，永遠不滿執政黨的政績，並期望在野黨可能有新作為。在某一政黨勝出後，在野黨領袖若主動辭去黨魁，讓黨內新秀上台、並承諾自我完善，則在下一回的選舉當中，中間選民便會傾向相信在野黨的承諾，投票率偏高而有利於在野黨，形成鐘擺效應。

## 相關
- 西瓜效應
- 棄保效應
- 配票
- 悲情牌
- 競選告急牌